# Scala naturae
Scala naturae er en hierarkisk inddeling af verden fra middelalderen. Den tog udgangspunkt i bl.a. Aristoteles' klassifikation af dyr, der benyttedes i over 2000 år.

## Aristoteles inddeling
Aristoteles byggede blandt andet sin klassifikation på indsamlinger foretaget af Alexander den store.
Aristoteles' inddeling af organismer:
- Planteriget
- Dyreriget
  - Dyr med blod
    - Levendefødende dyr:
      - Mennesker
      - Hvaler, sæler
      - Øvrige pattedyr

    - Æglæggende dyr:
      - Fugle
      - Padder og de fleste krybdyr
      - Slanger
      - Fisk

  - Dyr uden blod
    - Blæksprutter
    - Krebsdyr
    - Insekter, edderkopper, med flere
    - Øvrige bløddyr, pighude, med flere
    - Havsvampe (spongier), gopler, med flere

Aristoteles' tidlige system var på nogle punkter mere korrekt end det senere Systema naturae fra 1735, f.eks. i placeringen af hvaler.

## Ekstern henvisning
- Berkeley University: Aristotle (384-322 B.C.E.)